# Gauzelin de Toul
 (janvier 2014).
Si vous disposez d'ouvrages ou d'articles de référence ou si vous connaissez des sites web de qualité traitant du thème abordé ici, merci de compléter l'article en donnant les références utiles à sa vérifiabilité et en les liant à la section « Notes et références ».
Gauzelin (Gauzelinus en latin) est le trente-deuxième évêque de Toul. Cet ancien notaire de la chancellerie royale de Lotharingie a pris la crosse épiscopale le 17 mars 922 et il est mort le 7 septembre 962. Selon le rite de Toul, il est devenu un saint catholique par la translation de ses reliques fêtées le 31 août. Dans le diocèse de Nancy, il est fêté le 7 septembre.

## Gauzelinus, évêque lotharingien pendant quarante années
Issu d'une noble famille franque, Gauzelin est notaire de la chancellerie royale en 913. Le roi Charles le Simple le désigne pour succéder au défunt Drogon, évêque de Toul de 906 à 922. Il est sacré évêque de Toul le 17 mars 922 en présence de Roger, archevêque de Trèves, Wigeric, évêque de Metz, et Dadon, évêque de Verdun. Il semble que Gauzelin montre très tôt une grande fidélité à la maison royale de Saxe, qui favorise l'administration épiscopale lotharingienne, jugée plus efficace au détriment des monastères bénédictins souvent en décadence ou des instances comtales parfois aléatoires. En 928, il reçoit le titre comtal en rapport avec le temporel du roi de Germanie, Henri Ier l'Oiseleur. Confirmé dans ses droits régaliens, l'évêque Gauzelinus se montre fidèle à la dynastie othonienne. On le retrouve au concile de Verdun en 947.
Bien après les dévastations causées par les invasions danoises, et surtout hongroises au temps de Dreux, Gauzelin se doit de relèver son diocèse : il reconstruit et réforme les monastères, en particulier l'abbaye saint Èvre pour en faire une véritable abbaye-école.
Il fonde surtout l'abbaye de Bouxières-aux-Dames en 935. Cette fondation de chanoinesses est la seule qu'il mène avec assiduité, à côté de l'abbaye de saint Èvre. Il obtient d'abord la colline de Bouxières de l'évêque de Metz. La négociation est délicate, mais il cède en particulier à ce dernier le bâton de saint Pierre, relique d'or qu'aurait reçu du grand apôtre Pierre le vénérable saint Mansuy. Il nomme la première abbesse Rothilde, préalablement formé par le reclus Humbert de Metz. 
Gauzelin est bienveillant, bonhomme et éloquent. Selon la tradition orale, il manifeste un attrait pour la gent féminine et toutes sortes de manifestations culturelles autant religieuse que profane. Gauzelin vit comme un prince généreux, peu soucieux de persévérer dans les fondations entreprises et d'asseoir une gestion rigoureuse. Il vide souvent le trésor, mais Toul accueille sans distinction les auteurs brillants et s'entoure des personnalités de la culture de son temps.

## Un culte restreint lié à l'abbaye de Bouxière-aux-Dames
Il meurt le 7 septembre 962 après quarante années d'épiscopat. Son corps est déposé à l'abbaye de Bouxières, dans une châsse au pied de l'autel Notre-Dame. 
Plusieurs objets lui ayant appartenu sont aussi préservés dans ce sanctuaire des nobles chanoinesses : un superbe évangéliaire, un précieux calice avec sa patène, un peigne liturgique utilisé pour soigner la teigne et un anneau épiscopal. La châsse et l'ensemble des reliques de saint Gauzelin sont emportés au Luxembourg par la dernière abbesse, Madame de Messe, avant les dégradations de la Révolution. Le chanoine Raybois leur fait rejoindre en 1803 le trésor de la cathédrale de Nancy. Le chef et les principaux ossements de saint Gauzelin sont en conséquence à la cathédrale de Nancy. Des reliques corporelles de saint Gauzelin sont aussi dans diverses églises paroissiales : Bouxières, Saint-Nicolas-de-Port... ainsi qu'à l'Église des Cordeliers de Nancy.

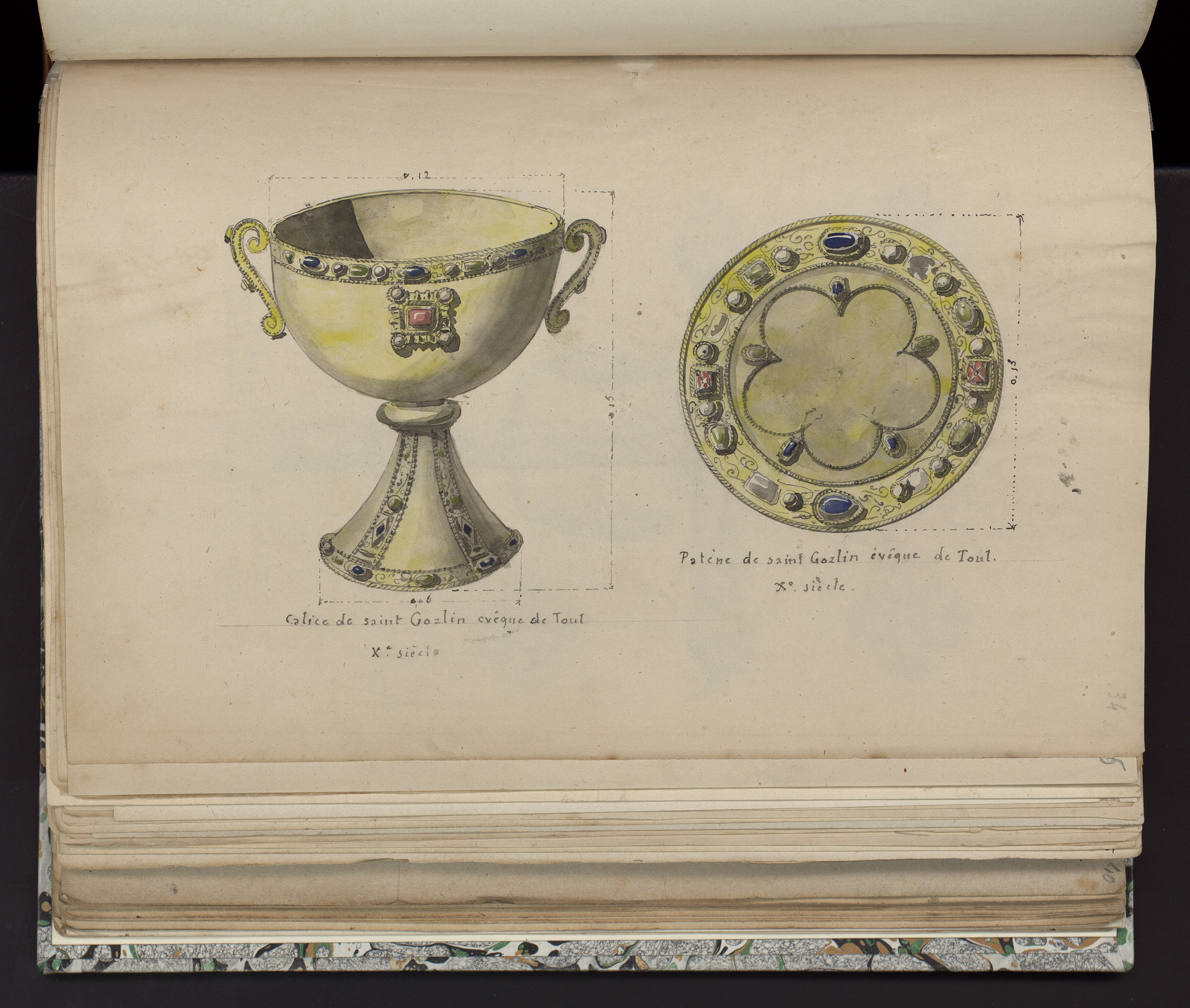
Le calice et la patène de Gauzelin de Toul dessinés par Prosper Morey vers 1860.

Le temps a passé, il ne reste plus au milieu de XIXe siècle que des ruines de Notre-Dame de Bouxières. Une croix saint Gauzelin est érigée à l'emplacement de l'autel évanoui.

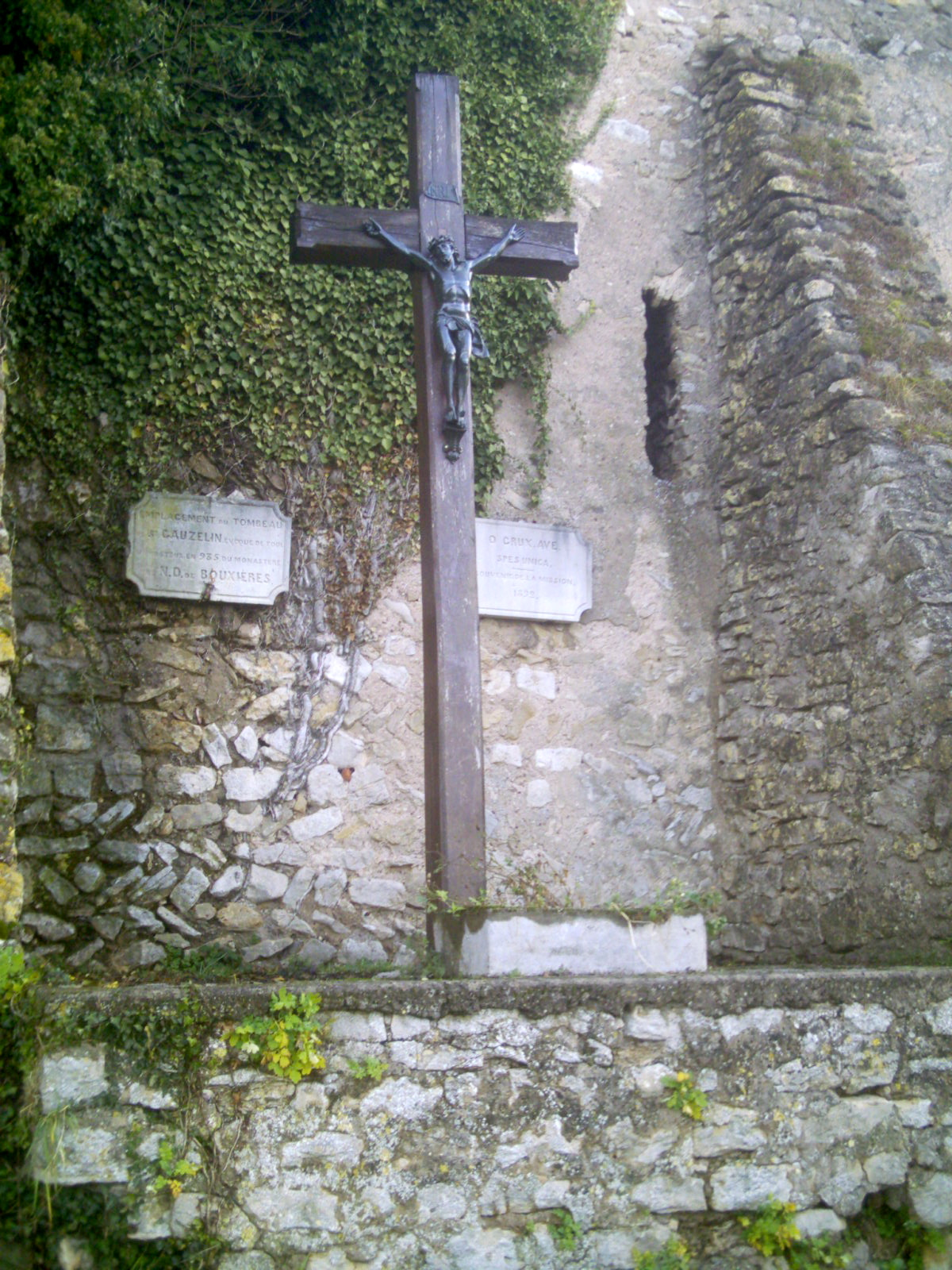
Tombeau de St Gauzelin à Bouxières-aux-Dames.

Gauzelin est moins connu que Gérard son successeur sur le trône épiscopal. Il semble qu'une grande part du rayonnement culturel et intellectuel que Gauzelin a apporté à la cité touloise soit repris par Gérard, qui a bénéficié d'un privilège post-mortem d'une inhumation auprès du chœur de la cathédrale.